# Parcul Național Hortobágy

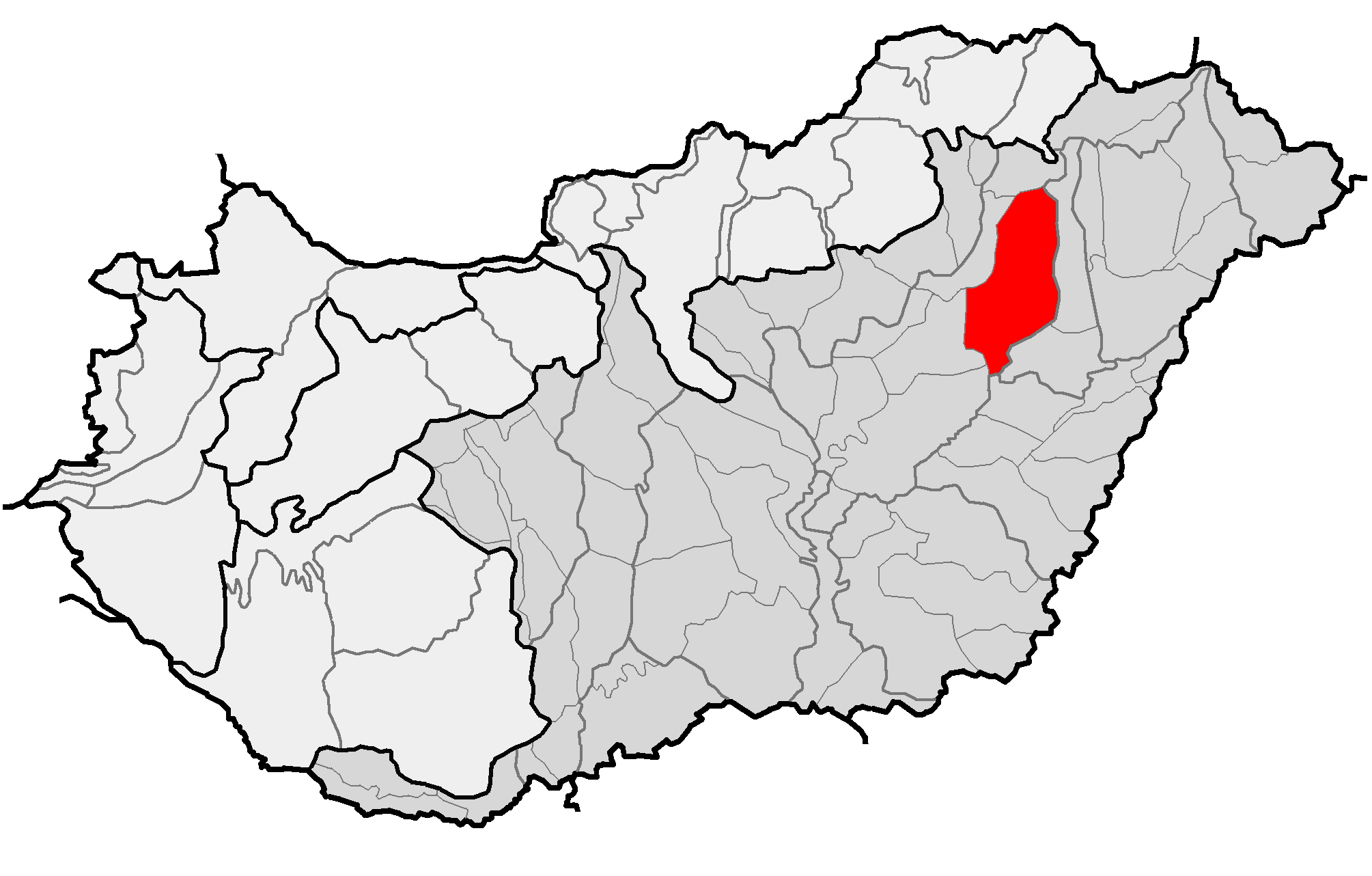
Localizarea parcului național Hortobágy ca microregiune în cadrul Ungariei

Hortobágy (pronunție în maghiară [ˈhortobaːɟ]) este un parc național cu suprafața de 800 km2, situat în estul Ungariei, cu o bogată moștenire folclorică și istorico-culturală. Ocupă o suprafață a Marii Câmpii Ungare (Alföld) și a fost desemnat drept parc național în 1973, fiind prima arie protejată de acest tip din Ungaria. A fost declarat loc din Patrimoniul Mondial în 1999.
Hortobágy este cea mai mare arie protejată a Ungariei și cea mai mare pășune semi-naturală din Europa.

## Formare
Până nu demult, se considera că această stepă alcalină se formase din cauza tăierilor masive de pădure din Evul Mediu și a măsurilor de control al cursului râului Tisa, care ar fi rezultat în creșterea pH-ului până la valorile curente. Cu toate acestea, Hortobágy este mult mai vechi, iar procesul de alcalinizare a început acum circa zece mii de ani, când Tisa își croia albia prin Marea Câmpie Ungară, preluând multe cursuri de apă provenite din munții de la nord. A contribuit și activitatea animalelor rumegătoare în perioada glaciară cuaternară, apoi cea a animalelor domesticite.

## Floră și faună
Hortobágy este o stepă și câmpie ierboasă. Este populată de vaci Grey, oi Racka, bivoli indieni și cai supravegheați de păstori. Zona protejată oferă habitat pentru diferite specii, inclusiv 342 specii de păsări. Este un loc de cuibărit al vânturelului de seară, burhinidelor, dropiei și lacărului de pipirig, dar și loc de popas pentru o serie de specii migratoare: prundărașul de munte, cocorul, gârlița mică etc.
Hortobágy este, de asemenea, un centru pentru creșterea bovinelor Taurus, rasă care reprezintă una din încercările de restabilire a speciei bour.

## Turism
Unul dintre cele mai cunoscute simboluri ale sitului este Podul cu nouă arcuri, amplasat la marginea localității Hortobágy, peste râul Hortobágy. Alte simboluri sunt cumpenele tradiționale, precum și mirajul care apare ocazional în arșița de pe șesul Puszta. O parte a parcului național este desemnată ca o așa-numită „rezervație a cerului întunecat”, în care este interzisă poluarea cu lumină.

## Galerie de imagini

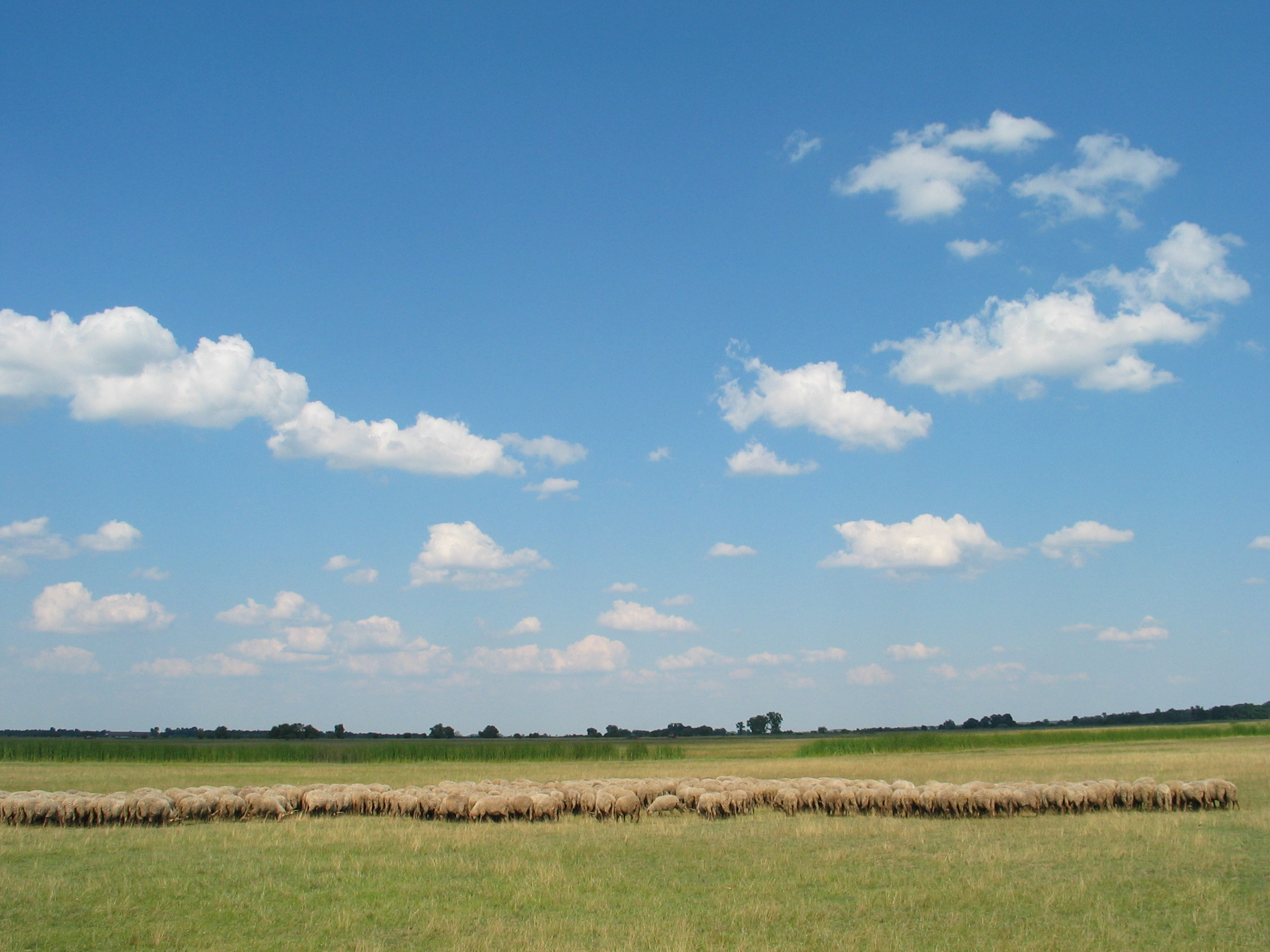
Turme de oi
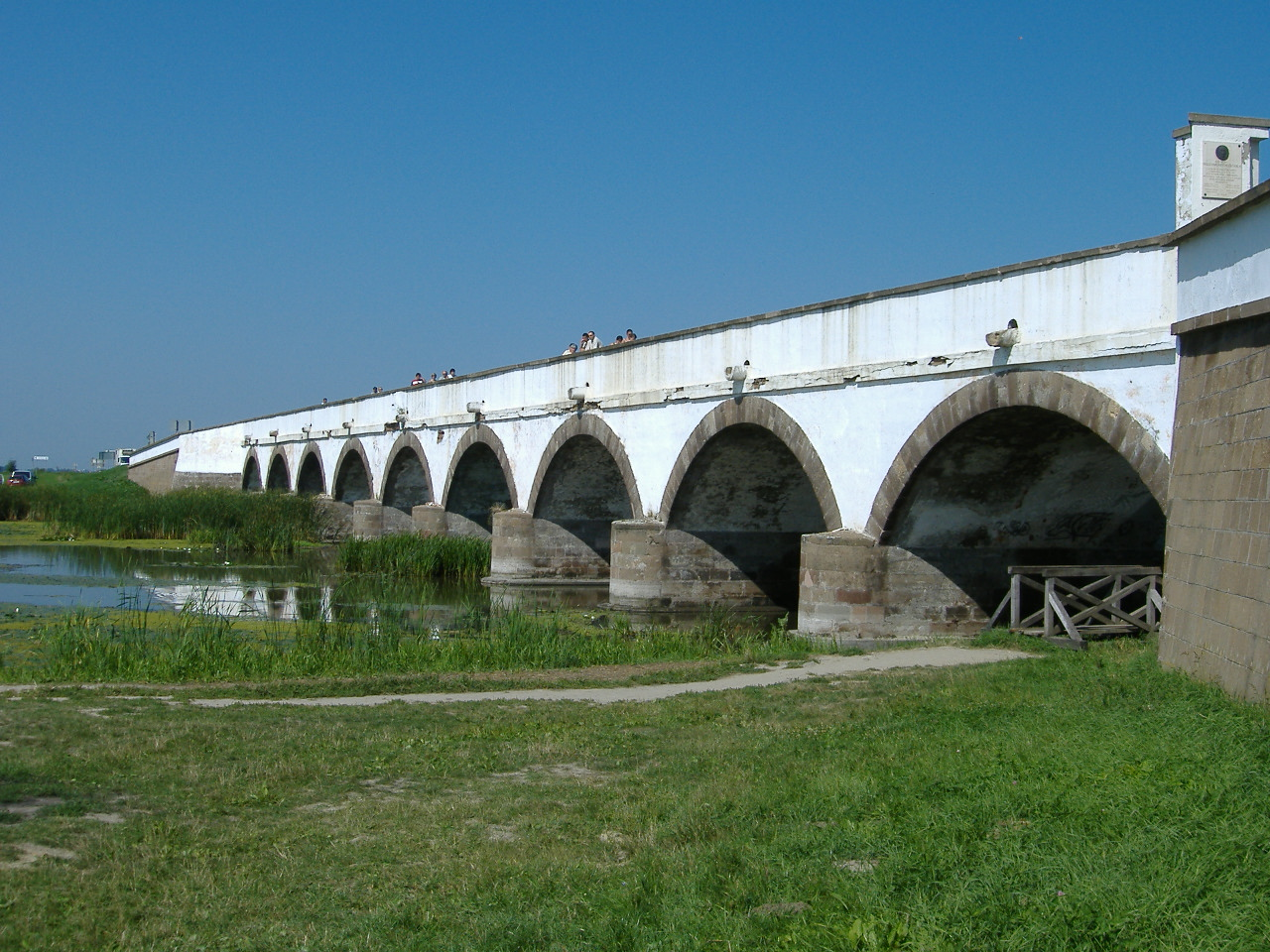
Podul cu nouă arcuri
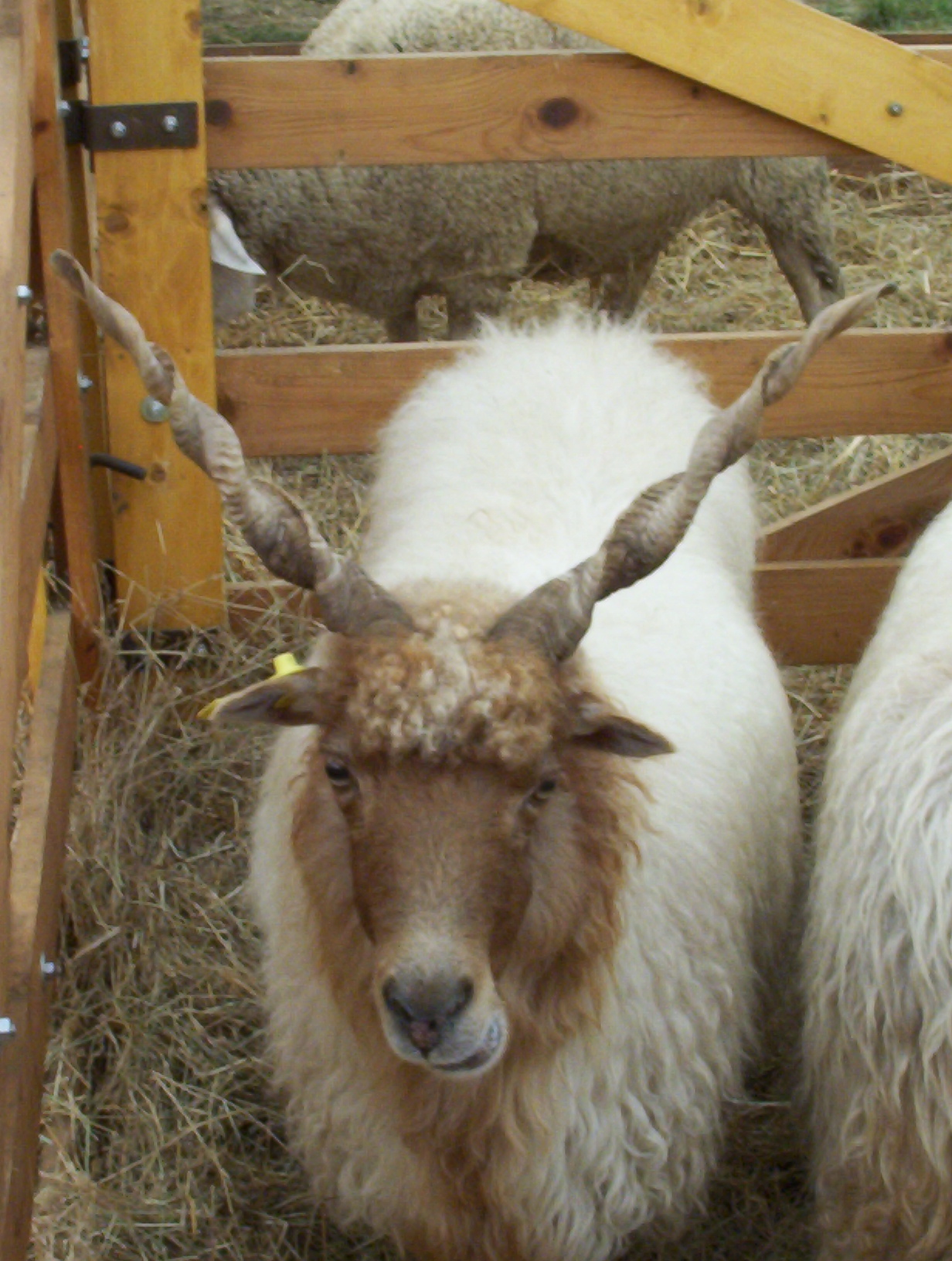
Oaie Racka
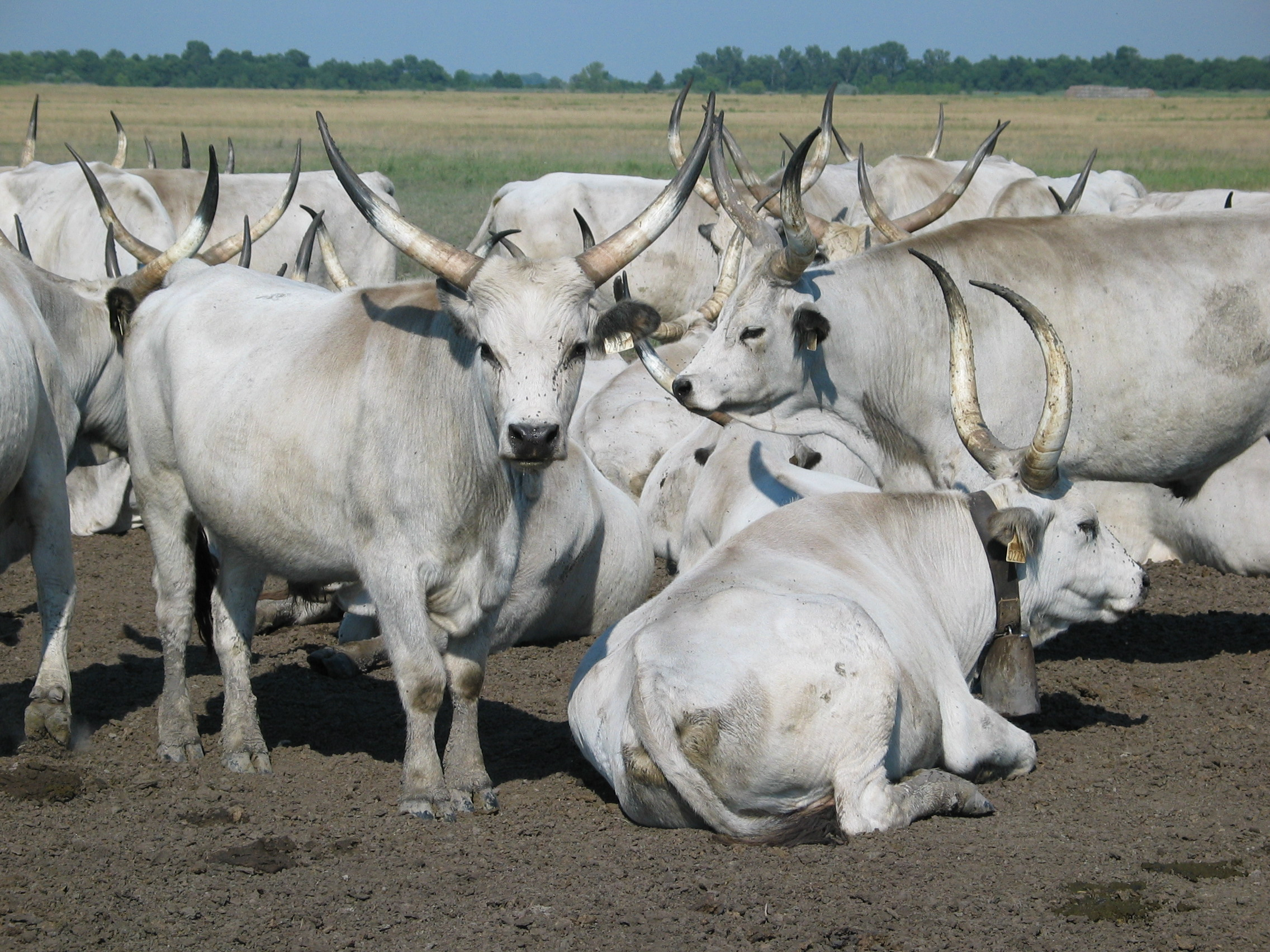
vaci Grey
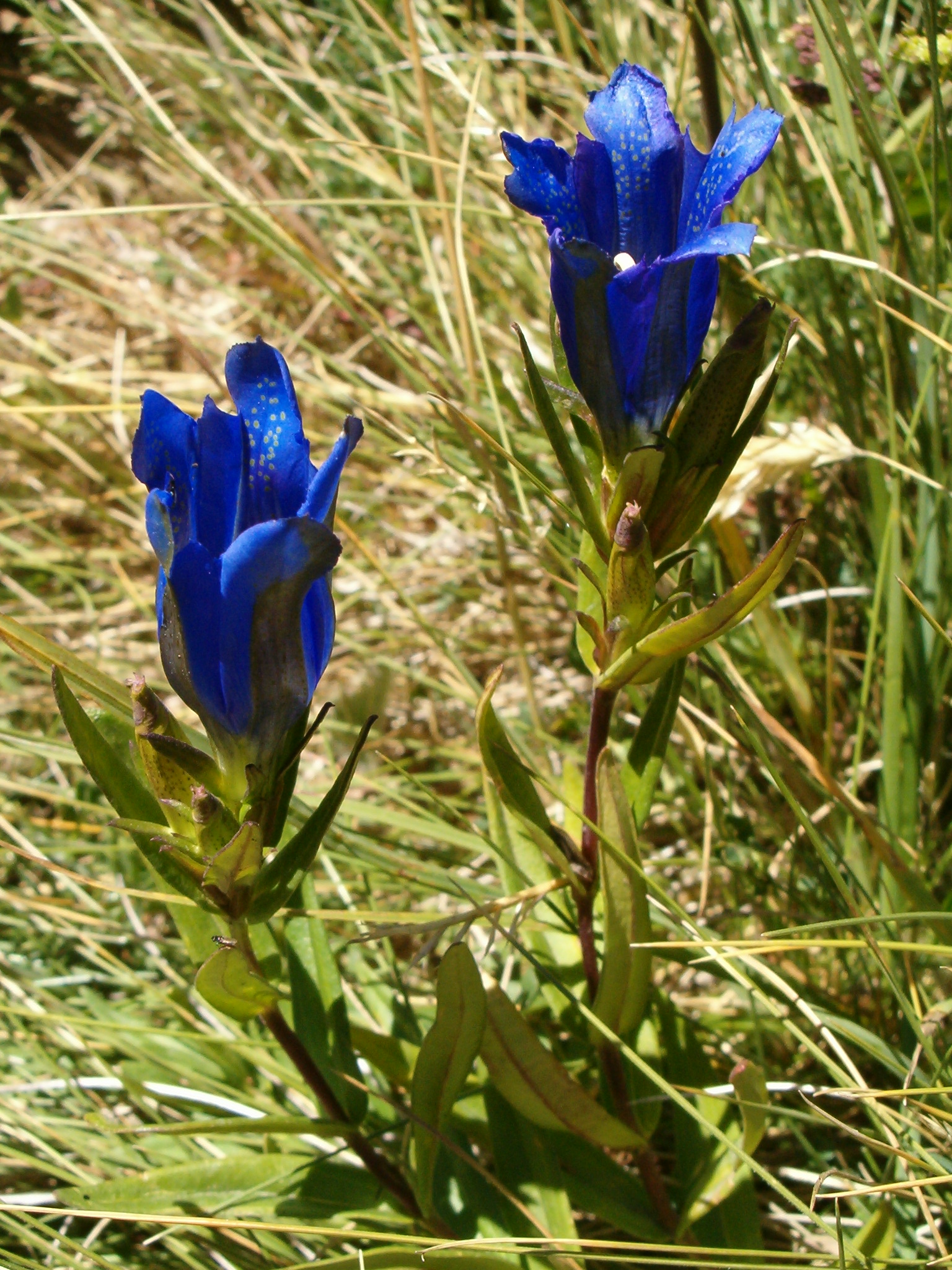
Gentiana pneumonanthe
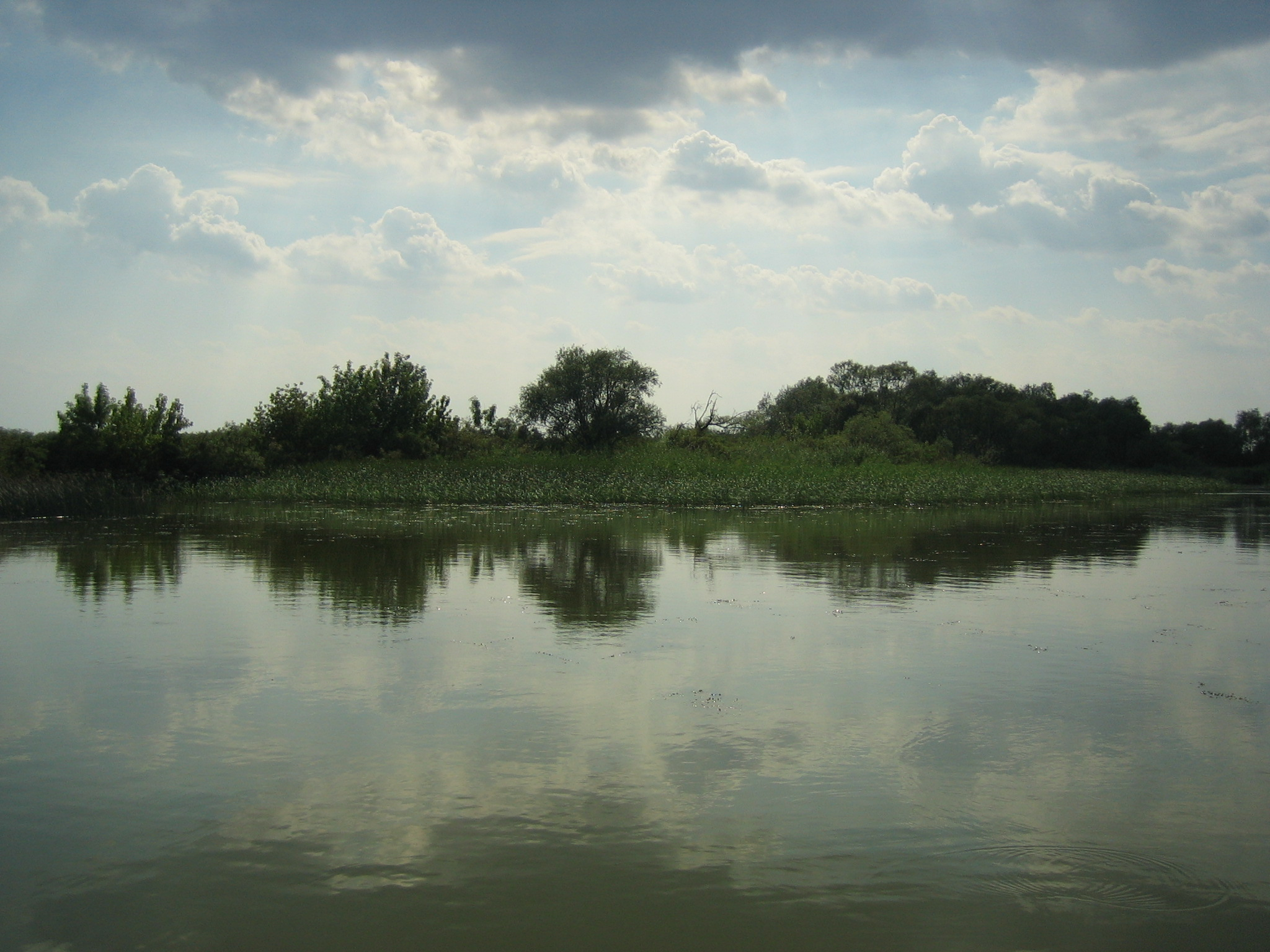
Lacul Tisza
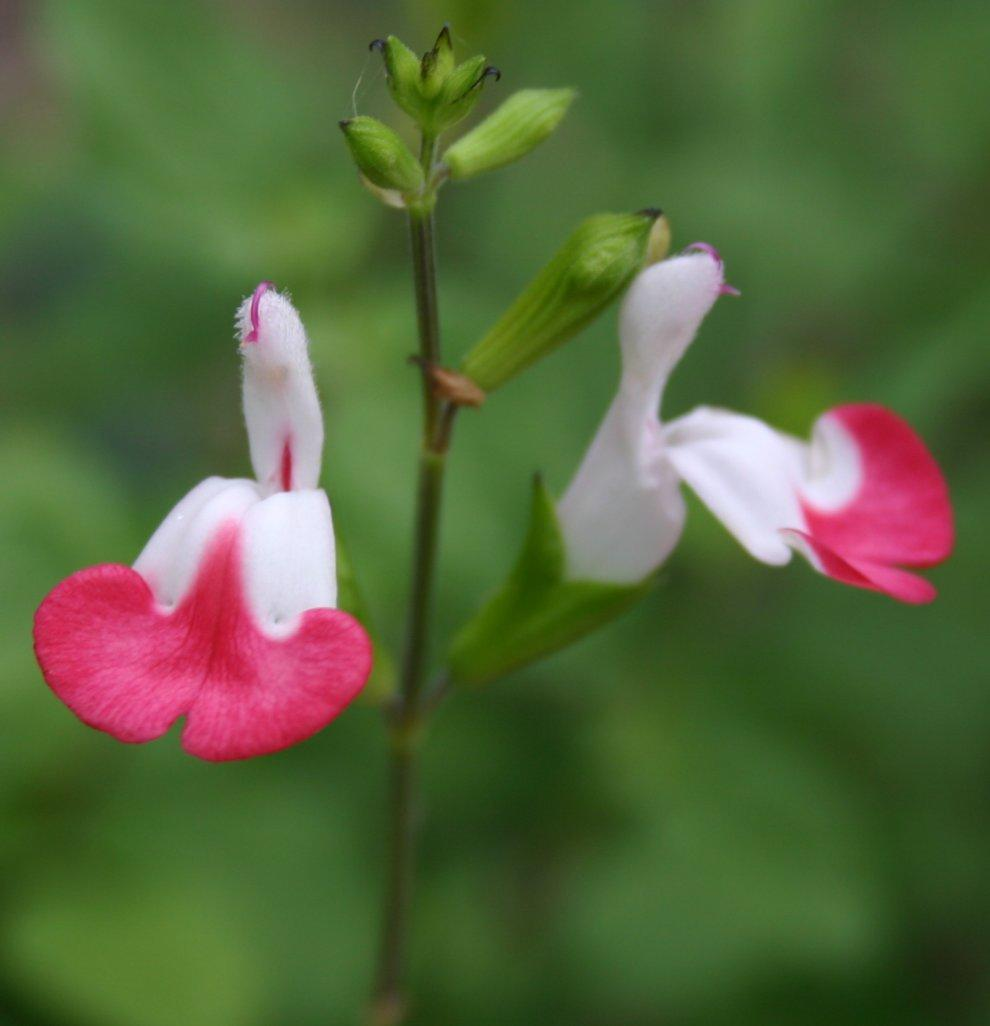
Salvia
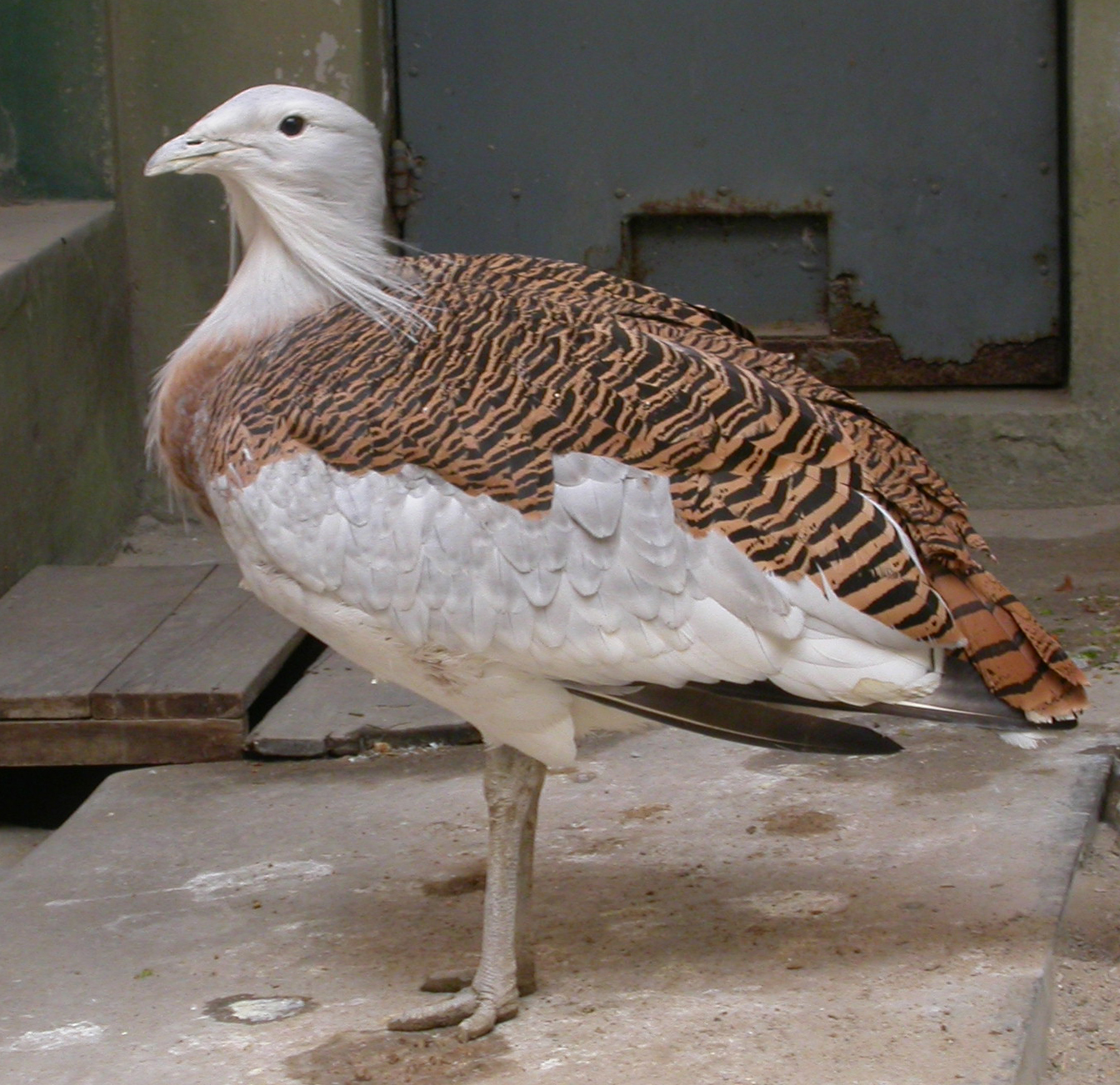
Dropie
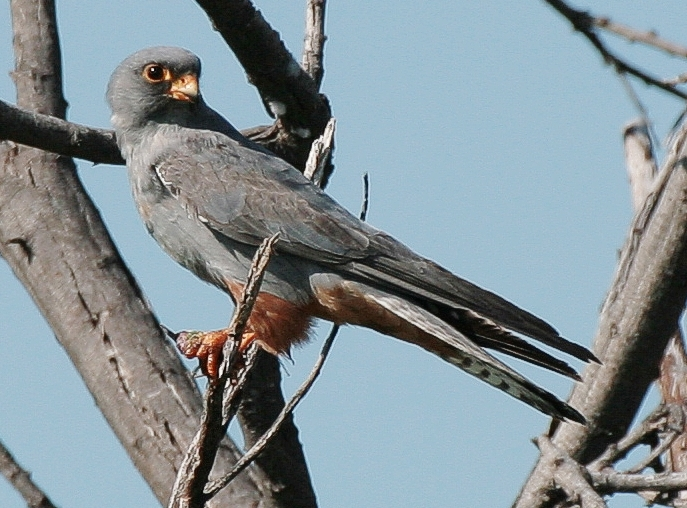
Vânturel de seară
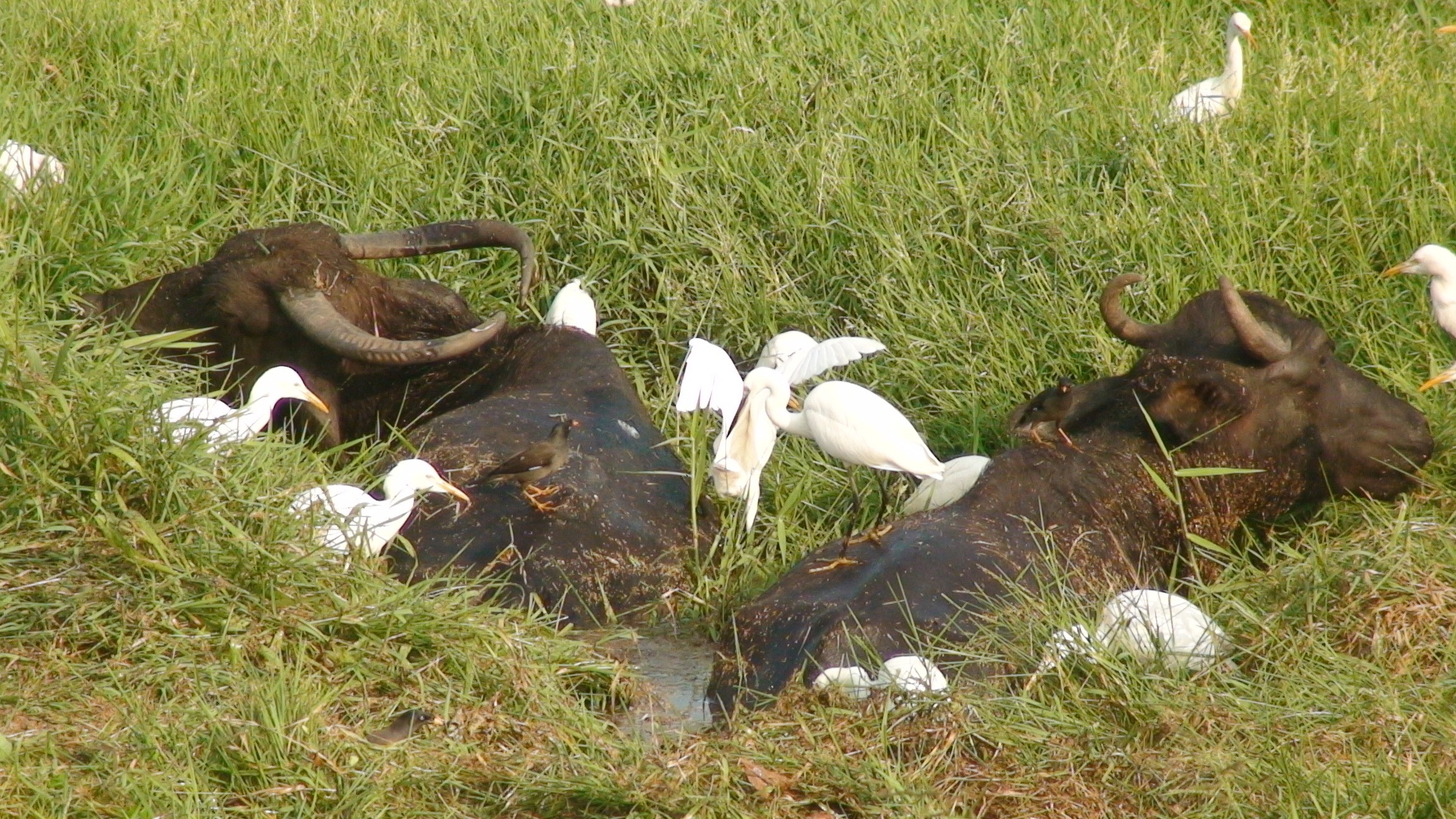
bivoli indieni